# Homoneura inaequalis
Homoneura inaequalis är en tvåvingeart som först beskrevs av Malloch 1914.  Homoneura inaequalis ingår i släktet Homoneura och familjen lövflugor. Inga underarter finns listade i Catalogue of Life.